# 浮世亭雲心坊
浮世亭 雲心坊（うきよてい うんしんぼう、明治27年（1894年） - 昭和50年（1975年）12月1日）は青森県弘前市生まれの浪曲師（浪曲物まね）、曲師。本名は小田桐久四郎。

## 来歴
幼い頃に失明。浪曲師を志して初代桃中軒雲右衛門に弟子入りしたが、曲師に転じる。やがて、師の雲右衛門や初代木村重友、東家楽燕らの浪曲物まねで知られるようになり、一枚看板で全国を巡業した。吉田奈良丸#3代目の曲師であったり三味線の名手としても知られ、八木節も得意にした。後に「浪花節放送局」とあだ名される開局当時の（まだネットワーク化されておらずコンテンツの自前供給が急務であった）JOCK名古屋放送局（現在のNHK名古屋放送局）では、雲心坊の浪曲物まね（と原華六の「紀文」）が、浪曲関連では最初の放送であった。大正14年8月5日。レコードも多数。
大西信行が子供の頃、寿々木米若、木村重松、広沢虎造など大看板の浪曲師の名前をズラリと並べた派手やかなポスターで、浪曲大会かと思わせて、その物真似をする浮世亭雲心坊を目撃している。小沢昭一も雲心坊のポスターに騙された一人で、よく二人で雲心坊の話をして笑い合ったエピソードが残る。この知恵は遠く明治の昔からこの世界にはあったものらしい。明治の中ごろ、浅草の観音様の境内、薬師堂の野天に蝋管レコードをゴム管で聴かせる蓄音機専門店が野天であり、これが日本におけるレコードの始まりであるが、浪曲の名人の名を書いた紙がいろいろひるがえっており、これは林伯猿の師匠である鼈甲斎雲龍が、一人節まねで吹き込んだものという。